# Argo AI
Argo AI est une société de technologie de conduite automatisée de véhicule basée à Pittsburgh en Pennsylvanie,. La société est cofondée en 2016 par Bryan Salesky et Peter Rander, vétérans des programmes de conduite autonome de Google et d'Uber. Argo AI est une société indépendante des constructeurs qui conçoit du logiciel, de l'électronique, du matériel, des cartographies, et des infrastructures-en-nuages pour conduire des véhicules à conduite automatisée. Les deux investisseurs majeurs d'Argo sont Ford Motor Co. (2017) et le groupe Volkswagen (2020).